# Marile Dezbateri
În teoria relațiilor internaționale, „marile dezbateri” se referă la o serie de dezacorduri între savanți de relații internaționale.
Ashworth descrie modul în care disciplina relațiilor internaționale a fost puternic influențată de naratorii istorice și că "Nici o idee unică nu a fost mai influentă", decât ideea că a existat o dezbatere între gândire utopică și realistă.
Prima ”Mare dezbarete” de asemenea, cunoscut sub numele de ”Marile dezbateri realiste-idealiste”, a fost o dispută între idealiști și realiști care a avut loc în anii 1930 și 1940 și care a fost în mod cert fundamentă de Germania nazistă. Școala realistă a subliniat caracterul anarhic al politicii internaționale și nevoia supraviețuiri a statului. 
Idealiști a subliniat posibilitatea instituțiilor internaționale ca și cea a Ligii Națiunilor.
Cu toate acestea, unii argumentează definiția de dezbatere între realism și idealism în termeni de marea dezbatere ca o caricatură înșelîtoare spunînd ca e doar un mit.
A doua ”mare dezbatere” a fost o dispută între " știința RI", școală care cauta să rafineze metodele științifice dec cercetare ale  TRI și cei care insistau pe cale istoriei/ abordare interpretativă a TRI.
Dezbaterea este numit "realiști față Behavioriștii" sau "tradiționalism contra științei".
Uneori disputa paradigmelor este considerat a fi o dezbatere mare și, prin urmare, este menționată ca "a treia mare dezbatere". Dezbaterea între paradigma a fost o dezbatere între liberalism, realism și radicalele teorii ale relațiilor internaționale. Dezbaterea a  fost descrisă, de asemenea, ca fiind între realism, instituționalism și structuralism.
A patra	”Mare dezbatere” a fost o dezbatere între teoriile pozitiviste și teoriile post-pozitiviste ale relațiilor internaționale. Confuz, este adesea descris în literatura de specialitate ca "al treilea Mare Dezbatere", de către cei care resping descrierea disputa paradigmelor ca o mare dezbatere. Această dezbatere se referă la teoria cunoașterii știențifice ca bază de burse de a relațiilor internaționale și este, de asemenea, descris ca o dezbatere între "raționaliști" și "reflectiviști".
Această dezbatere se referă la epistemologia bază de burse de relații internaționale și este, de asemenea, descris ca o dezbatere între "raționaliști" și "reflectiviști".  dezbaterea a fost începută de către Robert Keohane în dezbaterile Asociația Studilor Internaționale în 1988 și poate fi considerată o dezbatere epistemologică, despre cum putem ști "lucruri" decât una ontologică, care este o dezbatere cu privire la ceea ce putem pretinde să știm.
A cincea ”Mare Dezbatere” Brown remarcând cu privire la posibilitatea acesteia, dar asugerat că dezbaterea s-ar putea referi la realismului critic, dar continuă să spună "Să sperăm că nu, pentru că primele patru mari dezbateri au fost afacerile deosebit de inutile, și a cincea, atunci când aceasta va ajunge este puțin probabil să fie diferită. Steve Smith susține că "este dificil de a găsi o oarecare noțiune în literatura de specealitate a  ”celeai de 5  mare dezbatere” a cincea.
Cît despre problemele și fragmentările care afectează Relațiile Internaționale ca domeniu de inves- tigație, asupra cărora insistă St.Hoffmann și alți cercetători, analistul francez exprimă părerea că analiza politicii internaționale nu prezintă în esență un caz deosebit, ci se confruntă cu dificultăți identice procesului de investigație a oricărui alt obiect complex de studiu al științelor sociale. „Cercetătorul depune eforturi pentru a defini cu precizie cele mai posibile particularități ale  relațiilor internaționale, conceptele care permit de a identifica fenomenele și procesele ce formează însușirile și structurile principale care le marchează evoluția. Prin construcția conceptual -teoretică fundamentată el de asemenea definește variabilele ce trebuie luate în calcul și ierarhiile stabilite între ele, urmărind să prezinte în acest context instrumente riguroase de măsură.
M.Ebata și B.Neufeld afirmă în același context de idei, ei susțin că studiul Relațiilor Internaționale se caracterizează prin dezbateri permanente de factură teoretică și metodologică.
Prin urmare, începutul procesului de fundamentare teoretică a Relațiilor Internați- onale s-a exprimat prin tentative sporadice de a defini conținutul obiectului de studiu, care inițial includea problemele războiului și păcii, ca mai apoi să fie diversificat și extins prin adăugarea altor componente.
Însă după cea de-a doua conflagrație mondială, fiind pus în fața riscului de a deveni o componentă internațională a altor discipline și de a fi absorbit de alte științe sociale, discursul relațiilor internaționale a avut nevoie de legitimitate științifică, care a fost oferită de realismul politic, chiar dacă S. Guzzini, J.Vasquez, dar nu numai ei, consideră că el începe cu idealismul politic.
BIBLIOGRAFIE :
^ Ken Booth, Michael Cox, Timothy Dunne,The eighty years' crisis: international relations 1919-1999, Issue 1, p1: "The story of international relations is conveniently told in a series of 'great debates'.
^ LM Ashworth, Did the Realist-Idealist Great Debate Really Happen? a Revisionist History of International Relations,International Relations, Vol. 16, No. 1, p31 (2002)
^ LM Ashworth, Did the Realist-Idealist Great Debate Really Happen? a Revisionist History of International Relations,International Relations, Vol. 16, No. 1, 33-51 (2002)
^ Ken Booth, Michael Cox, Timothy Dunne,The eighty years' crisis: international relations 1919-1999, Issue 1, p1
^ Richard Devetak, Anthony Burke, Jim George (2007) An Introduction to International Relations: Australian Perspectives, Cambridge: Cambridge University Press, p. 90
^ Vigneswaran, Darsha, International relations’ first great debate : context and tradition.ISBN 0 7315 3133 7, p5
^ Peter Wilson (1998). The myth of the ‘First Great Debate’. Review of International Studies, 24 , pp 1-16
^ Guzzini, Stefano (1998) Realism in international relations and international political economy: the continuing story of a death foretold, New York: Routledge, P. 32
^ Weaver, Ole,The rise and all of the Inter-paradigm debate, International theory: positivism and beyond, Steve Smith, Ken Booth, Marysia Zalewski, p151
^ http://www.allacademic.com/meta/p_mla_apa_research_citation/1/7/9/4/3/p179436_index.html
^ Y Lapid, The third debate: On the prospects of international theory in a post-positivist era, International Studies Quarterly (1989) 33, 235-254
^ Smith, Steve (2007) "Introduction" in T. Dunne. M. Kuki, and S. Smith (eds.) International Relations Theories: Discipline and Diversity. Oxford: Oxford University Press. P. 10
^ Smith, S, (2007) 'Introduction' in Dunne, T., Kuki, M. and Smith, S (eds.) International Relations Theories: Discipline and Diversity Oxford: OUP, p 5
^ Brown, C. (2007) Situating Critical Realism, Millennium - Journal of International Studies, 35/2: 409-16
^ Smith, S. (2008) The Oxford Handbook of International Relations, C. Reus-Smit, D. Snidal (eds.),Oxford: Oxford University Press, p. 726
^ Smith, S. (2008) The Oxford Handbook of International Relations, C. Reus-Smit, D. Snidal (eds.),Oxford: Oxford University Press, p. 726